# Pleocnemia devexa
Pleocnemia devexa là một loài thực vật có mạch trong họ Dryopteridaceae. Loài này được (Kunze) Alderw. miêu tả khoa học đầu tiên năm 1908.